# Trịnh Đình Cửu
Trịnh Đình Cửu (1906-1990) là một nhà cách mạng và chính khách Việt Nam. Ông là một trong 5 đại biểu chính thức của 2 tổ chức Cộng sản (Đông Dương Cộng sản Đảng, An Nam Cộng sản Đảng) tham gia trong hội nghị thành lập Đảng Cộng sản Việt Nam năm 1930, dưới sự chủ trì của Nguyễn Ái Quốc. Trong hội nghị này, ông được bầu làm người đứng đầu lâm thời điều hành Ban Chấp hành Trung ương Đảng khi Đảng được thành lập với cương vị Phụ trách Ban Chấp hành Trung ương Lâm thời Đảng Cộng sản Việt Nam từ 3 tháng 2 đến 27 tháng 10 năm 1930, khi Trần Phú đã được bầu làm lãnh đạo Đảng thay ông trên cương vị chính thức Tổng Bí thư.

## Thân thế
Trịnh Đình Cửu sinh ngày 19 tháng 6 năm 1906, quê quán ở làng Định Công Hạ, huyện Thanh Trì, tỉnh Hà Đông (nay thuộc phường Định Công, quận Hoàng Mai, Hà Nội). Ông là người con thứ 5 trong gia đình có 9 anh em. Thân phụ ông có biệt danh là Tú Mẫn, từng thi đỗ Tú tài, có thời gian đã ra làm quan trong chế độ Pháp thuộc. Thân mẫu ông làm nghề buôn tơ lụa Hà Đông, có nhà ở 61 phố Hàng Đào, Hà Nội và có cửa hàng bán tơ lụa.
Tú Mẫn tuy làm quan, nhưng rất căm ghét thực dân Pháp. Sau này ông thôi làm quan, về mở lớp dạy học. 2 ông bà dồn tất cả tiền của cho con cái ăn học, nhờ thế mà Trịnh Đình Cửu thi đỗ vào Trường Bưởi Hà Nội cùng lớp với Ngô Gia Tự. Tại đây, do ảnh hưởng của phong trào yêu nước, ông cùng các bạn học Nguyễn Đức Cảnh, Ngô Gia Tự bắt đầu có ý tưởng cách mạng, nuôi chí giành độc lập tự do cho đất nước. Nhóm học sinh này tham gia phong trào để tang Phan Châu Trinh, đòi ân xá Phan Bội Châu.

## Hoạt động cách mạng
Năm 1927, Trịnh Đình Cửu bí mật sang Trung Quốc dự lớp huấn luyện về lý luận do Nguyễn Ái Quốc phụ trách, tham gia Việt Nam Thanh niên Cách mạng Đồng chí Hội, được huấn luyện tại Quảng Châu. Sau khi về nước, ông tham gia phong trào vô sản hóa của Kỳ bộ Thanh niên Bắc Kỳ.
Tháng 3 năm 1929, Trịnh Đình Cửu là một trong 7 người thành lập chi bộ cộng sản đầu tiên tại số nhà 5D Hàm Long, Hà Nội. Cũng trong năm này, ông tham gia thành lập Đông Dương Cộng sản Đảng. Thời gian này, ông gặp và sau đó lập gia đình với một người đồng chí là bà Nguyễn Thị Lệ.
Đầu năm 1930, Trịnh Đình Cửu được cử làm đại biểu của Đông Dương Cộng sản Đảng sang Hương Cảng tham gia Hội nghị thành lập Đảng Cộng sản Việt Nam, dưới sự chủ trì của Nguyễn Ái Quốc. Tại hội nghị này, các đại biểu của 2 đảng (An Nam Cộng sản Đảng và Đông Dương Cộng sản Đảng) đã đồng ý gác lại các mâu thuẫn, hợp nhất thành 1 chính đảng duy nhất lấy tên gọi là Đảng Cộng sản Việt Nam. Ông được bầu làm Ủy viên Ban Chấp hành Trung ương Lâm thời và được giao nhiệm vụ Phụ trách Ban Chấp hành Trung ương Lâm thời Đảng Cộng sản Việt Nam. Ông chỉ đạo biên tập báo Tranh đấu, cơ quan phát ngôn của Trung ương Đảng.
Tháng 4 năm 1930, Trần Phú về nước và được bổ sung vào Ban Chấp hành Trung ương Lâm thời. Tháng 10 năm 1930, Hội nghị lần thứ nhất Ban Chấp hành Trung ương Đảng họp ở Hương Cảng (Trung Quốc), Ban Chấp hành Trung ương chính thức được bầu ra và Trần Phú được bầu Tổng Bí thư đầu tiên của Đảng.
Đầu năm 1931, Trịnh Đình Cửu cùng vợ là Nguyễn Thị Lệ xuống Hải Phòng đón Lê Duẩn từ Nam bộ ra để chuẩn bị cùng sang Trung Quốc. Ba người trú ngụ tại một ngôi nhà ở phố Cầu Đất, Hải Phòng. Tuy nhiên, chỉ 3 ngày sau, ngày 20 tháng 4 năm 1931, do có phản bội chỉ điểm, mật thám Pháp phát hiện và bắt một lúc cả ba người và sau đó đưa về giam tại nhà giam Hỏa Lò, Hà Nội.
Tháng 5 năm 1931, cả ba người đều bị kết án tù khổ sai. Ông và Lê Duẩn bị lưu đày nhiều nơi trước khi bị đày ra Côn Đảo. Tuy nhiên, đến tháng 7 năm 1936, do tác động của Mặt trận Bình dân tại chính quốc Pháp, ông cùng nhiều tù nhân chính trị được trả tự do, bao gồm cả Lê Duẩn và vợ ông.
Sau khi ra tù, Trịnh Đình Cửu trở về Hà Nội và chính thức làm lễ cưới với bà Nguyễn Thị Lệ. Do sức khỏe giảm sút nhiều, ông và vợ sống công khai nhưng vẫn hoạt động bí mật cho Đảng cho đến tận Cách mạng tháng 8.
Sau ngày Toàn quốc kháng chiến, ông được bầu vào Xứ ủy Bắc Kỳ, Chính trị viên Trường võ bị Trần Quốc Tuấn. Tháng 3 năm 1949, Trường Đảng Trung ương Nguyễn Ái Quốc được thành lập tại Định Hóa, Thái Nguyên. Ông được cử làm Phó Giám đốc của Trường. Ông giữ chức vụ này cho đến tháng 8 năm 1950, khi trường Nguyễn Ái Quốc chuyển trường sở về xã Vinh Quang (nay thuộc xã Kim Bình), huyện Chiêm Hóa, tỉnh Tuyên Quang.
Sau năm 1950, Trịnh Đình Cửu vẫn công tác như một cán bộ cao cấp của Trung ương Đảng. Năm 1960, ông nghỉ hưu sớm.
Trịnh Đình Cửu qua đời ngày 24 tháng 10 năm 1990 tại Hà Nội. Ông được Nhà nước Việt Nam truy tặng Huân chương Hồ Chí Minh.

## Gia đình
Trịnh Đình Cửu lập gia đình với bà Nguyễn Thị Lệ, sinh năm 1909. Bà Lệ cũng là một trong những đảng viên đầu tiên của Đảng Cộng sản Việt Nam. Ông bà sống với nhau từ năm 1929, nhưng mãi đến năm 1936, khi 2 ông bà ra tù mới chính thức làm đám cưới.
Hai người có với nhau 3 người con: 
- Người con trai đầu sinh năm 1929, được gửi nhờ một cơ sở cách mạng ở tỉnh Hải Dương nuôi hộ. Sau Cách mạng tháng 8, ông bà được tin con trai đầu lòng đã mất sớm.
- Người con trai thứ hai sinh năm 1931 khi bà đang ở trong tù, được gửi ra ngoài để nuôi dưỡng, nhưng sau đó bị thất lạc không rõ tông tích.
- Con gái của ông bà tên Trịnh Tô Hợp, từng được cử sang Liên Xô học nghiên cứu tên lửa, sau tham gia quân đội, cấp bậc Đại tá, Trưởng phòng tại Phân viện tên lửa.[4]

## Danh hiệu và tôn vinh
- Huân chương Hồ Chí Minh.

Tên của ông được đặt cho một con đường tại Thành phố Phủ Lý, tỉnh Hà Nam.
Sáng 5-12-2018, tại Kỳ họp thứ bảy, Hội đồng nhân dân thành phố Hà Nội khóa XV đã thông qua Nghị quyết về việc đặt tên và điều chỉnh độ dài một số đường phố, công trình công cộng trên địa bàn thành phố Hà Nội. Tại phường Định Công quận Hoàng Mai, phố Trịnh Đình Cửu dài 2.500m. Đường bờ phải sông Lừ, đoạn từ ngã tư giao cắt phố Lê Trọng Tấn và phố Nguyễn Lân đến đoạn giao cuối phố Trần Hoà.